# Padamulya (Majalaya)
Padamulya is een bestuurslaag in het regentschap Bandung van de provincie West-Java, Indonesië. Padamulya telt 15.372 inwoners (volkstelling 2010).